# Antipterna ptychomochla
Antipterna ptychomochla es una especie de mariposa de la familia Oecophoridae.
Fue descrita científicamente por Turner en 1940.